# Chiclayo
Chiclayo egy nagyváros Peruban, Lambayeque megye székhelye. a Chiclayói egyházmegye püspöki székvárosa. Népessége igen gyorsan növekszik: míg 1993-ban 424 004-en lakták, addig 2007-ben már 524 442 főt rögzített a népszámlálás.

## Földrajz
A település Peru északnyugati részén, Lambayeque megyében található a Csendes-óceán partjától körülbelül 10 km távolságra egy sík területen. A környéken folyik keresztül a hegyekből érkező Chancay folyó, ezért a föld viszonylag termékeny, de mind északra, mind délre sivatagos pusztaságok terülnek el, a szárazföld belseje felé pedig gyorsan emelkedik a magasság, nincsenek messze az Andok vonulatai.

## Története
Chiclayo helyén már a spanyolok megérkezése előtt is fontos adminisztrációs központ létezhetett, legalábbis történészek erre következtetnek a 20. század elejéig a környéken még létező inka huacákból. A mai város alapításáról többféle elképzelés létezik: van, aki szerint egy Juan Chiclayo nevű kacika alapította, más elképzelés szerint pedig a település története a Santa María de los Valles de Chiclayo ferences templom építésével kezdődött el.
A városban a függetlenséget 1820. december 31-én kiáltották ki: a dokumentumot a település polgármesterén, Santiago de Burgán kívül spanyol részről Felipe Torres és Valentín Castro, indián részről pedig Antonio Chimpén és Joaquín Farro írta alá. 1835. április 15-én ciudad rangra emelték, majd három nappal később az akkor létrehozott Chiclayo tartomány székhelyévé tették.

## Turizmus, látnivalók
Magában Chiclayóban nincs nagyon sok turisztikai látnivaló, de a közeli városokban több múzeum, illetve néhány tíz kilométeren belül több régészeti lelőhely is található. A város fontos műemléke a 19. századi Szűz Mária-székesegyház, az ugyancsak 19. századi La Verónica-kápolna és a Szent Antal-bazilika. A Plazuela Elías Aguirre nevű teret 1924-ben alakították ki, közepén Elías Aguirrének, az angamosi csata egyik vezérének emlékműve áll.

## Sport
A városban igen népszerű a labdarúgás: a legfontosabb helyi csapat az 1922-ben alapított Club Juan Aurich, amely egyszer (2011-ben) megnyerte az országos bajnokságot is. Stadionja a 22 000 férőhelyes Estadio Elías Aguirre.